# Chihiro Anai
Chihiro Anai (穴井千尋, Anai Chihiro), née le 27 janvier 1996 à Fukuoka, est une chanteuse et idole japonaise, ex-membre et capitaine de la Team H du groupe féminin japonais HKT48.

## Biographie
En juin 2011, Chihiro rejoint la première génération de Kenkyuusei (membre en formation) d'HKT48. Le 4 mars 2012 elle est choisie pour faire partie de la Team H et en sera aussi désignée capitaine. 
Le 8 juin 2016, elle annonce vouloir quitter le groupe pour se consacrer sur ses études d'économie. Elle sera diplômée des HKT48 le 31 juillet 2016 durant le HKT48 2016 Summer Hall Tour. 

## Discographie (avec HKT48)

### Singles
1. 20 mars 2013 : Suki! Suki! Skip!
2. 4 septembre 2013 : Melon Juice
3. 12 mars 2014 : Sakura, Minna de Tabeta
4. 24 septembre 2014 : Hikaeme I love you!
5. 22 avril 2015 : 12 Byō
6. 25 novembre 2015 : Shekarashika! (feat. Kishidan)
7. 13 avril 2016 : 74 Okubun no 1 no Kimi e

### Albums de scène
- 2012 : Team H 1st Stage「Te o Tsunaginagara」
- 2012 : Team H 2nd Stage「Hakata Legend」
- 2012 : Himawari Gumi 1st Stage「Pajama Drive」

## Filmographie

### Dramas
- 2013 - Tsunagirl : Mami
- 2013 - Himitsu : Nozomi